# The Still, Small Voice
The Still, Small Voice è un cortometraggio muto del 1915 scritto e diretto da Charles L. Gaskill.

## Produzione
Il film fu prodotto dalla Vitagraph Company of America.

## Distribuzione
Distribuito dalla General Film Company, il film - un cortometraggio in due bobine - uscì nelle sale cinematografiche statunitensi il 23 febbraio 1915.